# Ana Fani Alessandri Carlos
Ana Fani Alessandri Carlos (1950) es una geógrafa brasileña. Es profesora titular del Departamento de Geografía de la Universidad de São Paulo, coordinadora del Grupo de Estudios sobre São Paulo
Ha concentrado sus estudios sobre la metrópolis paulistana y de las transformaciones espaciales derivadas del desarrollo de la capital.

## Algunas publicaciones

### Libros
- Espaço e indústria. São Paulo: Editora Contexto/Edusp, 1ª edición 1992, 4ª edición de 1992. 5ª edición de 1995, 7ª edición 1997, 70 pp.

- Os Caminhos da Reflexão Sobre a Cidade e o Urbano. Edusp, 1994, 391 pp.[4]

- A cidade. São Paulo: Editora Contexto, 1ª ed. 1991, 2ª ed. 1995. Colección Repensando la Geografía, 98 pp.

- A (re)produção do espaço urbano. São Paulo: Editora da Universidade de São Paulo, 1994, 270 pp.

- O lugar no/do mundo. São Paulo: Hucitec, 1996, 150 pp. 2ª ed. en prensa[5]

- O Espaço no Fim de Século: a nova raridade. amelia luisa Damiani, ana fani Alessandri Carlos, odette carvalho de Lima Seabra. 1999. 1ª ed. São Paulo: Contexto, volumen 1. 220 pp. ISBN 8572441174

- Espaço - tempo na metrópole. Editora Contexto, São Paulo, 2001 368 pp.

- Dilemas urbanos: novas abordagens sobre a cidade. Con amália inês Geraiges de Lemos. Editora Contexto, 2003 434 pp. ISBN 8572442197

- Geografias de São Paulo. Editora Contexto. Con ariovaldo Umbelino de Oliveira, 2004, 828 pp.[6]

- Barcelona y São Paulo cara a cara: procesos metropolitanos a la hora de la globalización. Volumen 1 de Colección Polis: Territorios y ciudades. Con carles Carreras Verdaguer. Editorial Davinci, 2006 219 pp. ISBN 8493482137